# هيو ألان ستيفنسون
هيو ألان ستيفنسون هو سياسي كندي، ولد في 2 أكتوبر 1870، وتوفي في 28 مايو 1942. انتخب عضو برلمان مقاطعة أونتاريو.